# Padeški Vrh
Padeški Vrh – wieś w Słowenii, w gminie Zreče. 1 stycznia 2018 liczyła 145 mieszkańców.